# IR Волос Вероники
IR Волос Вероники (лат. IR Comae Berenices) — карликовая новая, двойная катаклизмическая переменная звезда типа U Близнецов (UG:) и затменная переменная звезда (E)** в созвездии Волос Вероники на расстоянии приблизительно 720 световых лет (около 221 парсек) от Солнца. Видимая звёздная величина звезды — от +18,5m до +13,4m. Орбитальный период — около 0,087 суток (2,0889 часа).

## Характеристики
Первый компонент — аккрецирующий белый карлик спектрального класса DA. Масса — в среднем около 0,99 солнечной*. Эффективная температура — около 16618 K.
Второй компонент — красный карлик спектрального класса M6-M7*. Масса — около 0,186 солнечной*.